# Château des Coutures
Le château des Coutures est un château situé à Vivy, en France.

## Localisation
Le château est situé dans le département français de Maine-et-Loire, sur la commune de Vivy.

## Historique
L'édifice est inscrit au titre des monuments historiques en 1996.